# هيلو (هاواي)
هيلو هي أكبر مستوطنة ومكان مخصص للتعداد في مقاطعة هاواي في ولاية هاواي الأمريكية، التي تشمل جزيرة هاواي. وبلغ عدد السكان 26,433 نسمة في تعداد عام 2010.
هيلو هي مقر مقاطعة هاواي وتقع في منطقة جنوب هيلو.  تطل المدينة على خليج هيلو في قاعدة البركانين الدرعيين مونا لوا، وهو بركان نشط، ومونا كيا، وهو بركان خامد، وموقع بعض من أهم المراصد الفلكية في العالم. وتمتد غالبية المستوطنات البشرية في هيلو من خليج هيلو إلى واياكيا - أوكا، على أطراف مونا لوا.
هيلو هي موطن جامعة هاواي في هيلو، ومركز إميلوا الفلكي في هاواي، وكذلك مهرجان ميري مونارك، وهو احتفال يستمر لمدة أسبوع وتجرى فيه رقصات الهولا ويقام سنويا بعد عيد الفصح. هيلو هي أيضا موطن شركة مونا لوا لجوز الماكاداميا، إحدى شركات الإنتاج الرائدة في العالم لمكسرات الماكاداميا. يخدم المدينة مطار هيلو الدولي. 

## المناخ
يظهر الجدول التالي التغييرات المناخية على مدار السنة لهيلو:
| البيانات المناخية لـهيلو                           | البيانات المناخية لـهيلو | البيانات المناخية لـهيلو | البيانات المناخية لـهيلو | البيانات المناخية لـهيلو | البيانات المناخية لـهيلو | البيانات المناخية لـهيلو | البيانات المناخية لـهيلو | البيانات المناخية لـهيلو | البيانات المناخية لـهيلو | البيانات المناخية لـهيلو | البيانات المناخية لـهيلو | البيانات المناخية لـهيلو | البيانات المناخية لـهيلو |
| الشهر                                              | يناير                    | فبراير                   | مارس                     | أبريل                    | مايو                     | يونيو                    | يوليو                    | أغسطس                    | سبتمبر                   | أكتوبر                   | نوفمبر                   | ديسمبر                   | المعدل السنوي            |
| -------------------------------------------------- | ------------------------ | ------------------------ | ------------------------ | ------------------------ | ------------------------ | ------------------------ | ------------------------ | ------------------------ | ------------------------ | ------------------------ | ------------------------ | ------------------------ | ------------------------ |
| الدرجة القصوى °ف (°م)                              | 92 (33)                  | 92 (33)                  | 93 (34)                  | 89 (32)                  | 94 (34)                  | 90 (32)                  | 91 (33)                  | 93 (34)                  | 93 (34)                  | 91 (33)                  | 94 (34)                  | 93 (34)                  | 94 (34)                  |
| الحد الأقصى المتوسط °ف (°م)                        | 84.9 (29.4)              | 84.8 (29.3)              | 84.4 (29.1)              | 83.3 (28.5)              | 84.6 (29.2)              | 85.6 (29.8)              | 86.3 (30.2)              | 86.9 (30.5)              | 86.8 (30.4)              | 86.9 (30.5)              | 85.6 (29.8)              | 84.2 (29.0)              | 88.9 (31.6)              |
| متوسط درجة الحرارة الكبرى °ف (°م)                  | 79.0 (26.1)              | 78.8 (26.0)              | 79.0 (26.1)              | 78.9 (26.1)              | 80.6 (27.0)              | 82.2 (27.9)              | 82.8 (28.2)              | 83.2 (28.4)              | 83.3 (28.5)              | 82.6 (28.1)              | 80.8 (27.1)              | 79.4 (26.3)              | 80.8 (27.1)              |
| المتوسط اليومي °ف (°م)                             | 71.4 (21.9)              | 71.2 (21.8)              | 71.8 (22.1)              | 72.2 (22.3)              | 73.7 (23.2)              | 75.2 (24.0)              | 76.1 (24.5)              | 76.4 (24.7)              | 76.2 (24.6)              | 75.6 (24.2)              | 74.1 (23.4)              | 72.3 (22.4)              | 73.9 (23.3)              |
| متوسط درجة الحرارة الصغرى °ف (°م)                  | 63.8 (17.7)              | 63.5 (17.5)              | 64.6 (18.1)              | 65.5 (18.6)              | 66.9 (19.4)              | 68.2 (20.1)              | 69.2 (20.7)              | 69.3 (20.7)              | 69.7 (20.9)              | 69.1 (20.6)              | 67.3 (19.6)              | 65.1 (18.4)              | 66.9 (19.4)              |
| الحد الأدنى المتوسط °ف (°م)                        | 59.0 (15.0)              | 58.5 (14.7)              | 60.3 (15.7)              | 62.0 (16.7)              | 63.1 (17.3)              | 65.0 (18.3)              | 65.8 (18.8)              | 66.0 (18.9)              | 65.6 (18.7)              | 64.7 (18.2)              | 63.2 (17.3)              | 60.5 (15.8)              | 57.9 (14.4)              |
| أدنى درجة حرارة °ف (°م)                            | 54 (12)                  | 53 (12)                  | 54 (12)                  | 58 (14)                  | 59 (15)                  | 61 (16)                  | 62 (17)                  | 63 (17)                  | 61 (16)                  | 62 (17)                  | 58 (14)                  | 55 (13)                  | 53 (12)                  |
| معدل هطول الأمطار إنش (مم)                         | 9.26 (235)               | 9.56 (243)               | 13.43 (341)              | 11.54 (293)              | 8.12 (206)               | 7.37 (187)               | 10.81 (275)              | 9.85 (250)               | 9.94 (252)               | 9.77 (248)               | 15.50 (394)              | 11.57 (294)              | 126.72 (3٬219)           |
| متوسط الأيام الممطرة (≥ 0.01 in)                   | 16.3                     | 15.8                     | 21.4                     | 24.9                     | 23.5                     | 25.1                     | 26.8                     | 26.8                     | 24.3                     | 23.6                     | 23.0                     | 20.6                     | 272.1                    |
| متوسط الرطوبة النسبية (%)                          | 76.6                     | 76.0                     | 78.1                     | 80.2                     | 78.9                     | 77.4                     | 79.5                     | 79.5                     | 79.2                     | 80.0                     | 80.3                     | 78.7                     | 78.7                     |
| ساعات سطوع الشمس الشهرية                           | 161.0                    | 152.0                    | 152.7                    | 135.9                    | 155.0                    | 176.9                    | 167.2                    | 174.9                    | 161.5                    | 136.3                    | 115.0                    | 129.0                    | 1٬817٫4                  |
| نسبة وصول أشعة الشمس                               | 47                       | 47                       | 41                       | 36                       | 38                       | 44                       | 41                       | 44                       | 44                       | 38                       | 34                       | 38                       | 41                       |
| المصدر: NOAA (relative humidity and sun 1961−1990) |                          |                          |                          |                          |                          |                          |                          |                          |                          |                          |                          |                          |                          |

## توأمة
لهيلو (هاواي) اتفاقيات توأمة مع:
- لا سيرينا

## أعلام
- بوب شاين
- ريد روشا
- رايان هيقا
- ألبرتا بانير تورنر
- روبرت كيوساكي
- إدوين إم. ياموتشي
- ديفيد بيلدن ليمان